# Медков, Александр Борисович
Александр Борисович Медков (род. 7 января 1953, 7 сентября 1953 или 17 января 1953) — советский хоккеист, нападающий.

## Биография
Воспитанник ЦСКА. 25 апреля 1971 в домашнем матче против СКА Ленинград (10:2) провёл за ЦСКА единственный матч в чемпионате СССР. Сезон 1972/73 провёл во второй лиге в составе СКА Свердловск. 10 сезонов (1973/74 — 1982/83), вплоть до расформирования команды, отыграл за московский «Локомотив» в первой лиге (последний сезон — во второй лиге).
Чемпион Европы среди юниорских команд 1971.